# René-Michel Legris-Duval
Pour les articles homonymes, voir Legris et Duval.
L'abbé René-Michel Le Gris-Duval (16 août 1765, Landerneau - 18 janvier 1819, Paris) est un prêtre et prédicateur français.

## Biographie
Parent de l'abbé Yves Mathurin Marie Tréaudet de Querbeuf et de Guillaume Le Gris-Duval, il suit ses études au collège Louis-le-Grand, avant d'entrer au Séminaire Saint-Sulpice. Il est ordonné prêtre le 20 mars 1790.
Apprenant la condamnation à mort du roi Louis XVI, il se rend à Versailles, avant de se présenter à la Commune de Paris : « Je suis prêtre, dit-il, j'ai appris que Louis XVI venait d'être condamné à mort ; je viens lui offrir les secours de mon ministère ».
Dans son ministère, il se consacre indistinctement aux plus pauvres et aux plus puissants.
En 1796, le duc de La Rochefoucauld lui confie l'éducation de son fils.
Il prononce en mai 1814 l'oraison funèbre de Louis XVI.
Il relance et réorganise La Congrégation avec l'abbé Pierre Ronsin sous la Restauration.
En 1817, le roi Louis XVIII, souhaitant le distinguer pour ses services, lui propose un évêché, mais Legris-Duval décline l'offre, ainsi que celle d'aumônier ordinaire de Monsieur et de celle grand vicaire de Paris.
Il est prédicateur ordinaire du roi.
Se consacrant aux œuvres de charité, il fonde la société des Petits savoyards et celle des Jeunes prisonniers.
René-Michel Legris-Duval meurt à Paris, le 18 janvier 1819, à l'âge de 53 ans. Les obsèques sont célébrées le 20 janvier à l'église des Missions étrangères par l’abbé d’Astros. Le cercueil a été déposé dans la crypte de l'Église Saint-Joseph-des-Carmes, rue de Vaugirard.

## Publications
- Le Mentor chrétien, ou le catéchisme de Fénelon (1797)
- Fondements de la morale, ou Fénelon et Théodore (1797)
- Sermons de M. l'abbé Legris Duval (1834)

### Sources
- Louis-François de Bausset, Notice historique sur l'abbé Legris Duval, prédicateur ordinaire du Roi, 1820
- Sosthènes de La Rochefoucauld, À la mémoire de M. l'abbé Legris-Duval, prédicateur du roi, mort le 18 janvier 1819, à l'âge de 53 ans , 1820
- L'abbé Legris Duval (né le 16 août 1765, mort le 18 janvier 1819), 1819
- Clément-Melchior-Justin-Maxime Fourcheut de Montrond, Les Modèles les plus illustres. Prêtres et Religieux, 1859